# تپه دو داشی
تپه دو داشی مربوط به عصر آهن است و در شهرستان کوثر (گیوی)، بخش مرکزی، دهستان سنجبد شمالی، روستای بنماران واقع شده و این اثر در تاریخ ۱۵ دی ۱۳۸۷ با شمارهٔ ثبت ۲۳۹۸۸ به‌عنوان یکی از آثار ملی ایران به ثبت رسیده است.